# Eva Hoch
Eva Hoch (geb. 1970) ist eine deutsche Psychologin, Wissenschaftlerin, Fachautorin und Hochschullehrerin. Sie leitet das Institut für Therapieforschung (IFT) in München und lehrt als Professorin für Klinische Psychologie und Psychotherapie an der Charlotte Fresenius Hochschule in München. Sie ist Vorsitzende der Deutschen Gesellschaft für Suchtforschung und Suchttherapie. Hoch ist eine international profilierte Forscherin im Themenfeld Cannabis-Konsum und Cannabis-Missbrauch.

## Leben
Hoch absolvierte ihr Abitur im Jahr 1990 am Dietrich-Bonhoeffer-Gymnasium in Metzingen. Sie erhielt im Jahr 1997 ihr Diplom im Fachgebiet Psychologie an der Philipps-Universität Marburg. Bis 2001 war sie als Wissenschaftliche Mitarbeiterin in der Deutsche Beobachtungsstelle für Drogen und Drogensucht am IFT Institut für Therapieforschung in München tätig. Anschließend wurde sie Wissenschaftliche Mitarbeiterin am Institut für Klinische Psychologie und Psychotherapie der Technischen Universität Dresden. Bis 2005 war Hoch zudem am Max-Planck-Institut für Psychiatrie in München tätig, wo sie die Studie Smoking and Nicotine Dependence Awareness and Screening leitete, die vom Bundesministerium für Bildung und Forschung und GlaxoSmithKline mit zwei Millionen Euro gefördert wurde. An der naturwissenschaftliches Fakultät der Technischen Universität Dresden wurde Hoch im Jahr 2005 promoviert. Ihre Dissertation wurde mit summa cum laude bewertet. Im Jahr 2010 wurde Hoch Wissenschaftliche Mitarbeiterin am Zentralinstitut für Seelische Gesundheit in Mannheim. Ihr Habilitationsverfahren wurde im Jahr 2012 an der Heidelberger Ruprecht-Karls-Universität eröffnet. Im Jahr 2015 wurde Hoch Leitende Psychologin und Supervisorin der Klinik für Psychiatrie und Psychotherapie der LMU München. Hoch wurde im Jahr 2017 von der Medizinischen Fakultät der Universität Mannheim in den Fächern Neuropsychologie, Klinische Psychologie und Medizinische Psychologie habilitiert. Im Jahr 2021 wurde sie zur Vorsitzenden der Deutschen Gesellschaft für Suchtforschung und Suchttherapie (DG-Sucht) gewählt. Hoch wurde 2022 Leiterin des Instituts für Therapieforschung sowie 2023 Professorin für Klinische Psychologie und Psychotherapie an der Charlotte Fresenius Hochschule in München.

## Wissenschaft
Eva Hoch forscht seit 2005 im hochschulübergreifenden CANDIS-Projekts (Cannabis Use Disorder), an dem sich die TU Dresden und die LMU München beteiligen. Sie leitet hier die Forschungsgruppe „Cannabinoide: Forschung und Behandlung“ und wurde für ihr Engagement und ihre Forschungsleistung im Jahr 2016 mit dem Wilhelm-Feuerlein-Forschungspreis ausgezeichnet.
Hoch war an der Publikation von zahlreichen Beiträgen zu Suchtverhalten und Suchtprävention, insbesondere im Themenfeld Cannabiskonsum, in internationalen wissenschaftlichen Fachzeitschriften beteiligt. Im Jahr 2021 gehörte sie zu einem internationalen Team von Wissenschaftlern, das eine vielbeachtete Übersichtsarbeit zum Thema Cannabis-Konsum und Cannabis-Missbrauch im renommierten Fachjournal Nature veröffentlichte. Hoch war die einzige Frau und einzige Europäerin, die an der Arbeit beteiligt war.
Hoch ist Mitglied der Deutschen Gesellschaft für Psychiatrie und Psychotherapie, Psychosomatik und Nervenheilkunde, der Deutschen Gesellschaft für Psychologie (DGPs) sowie der Bayerischen Akademie für Suchtfragen und fungiert als Sprecherin der interdisziplinären Cannabis-Expertengruppe. Sie ist langjähriges aktives Mitglied der Deutschen Gesellschaft für Suchtforschung und Suchttherapie (DG-Sucht), deren Logo sie maßgeblich mitgestaltete. Für diese Fachgesellschaft war Hoch an der Erstellung der S3-Leitlinie Screening, Diagnose und Behandlung alkoholbezogener Störungen beteiligt, deren Erarbeitung und Veröffentlichung durch die Arbeitsgemeinschaft der Wissenschaftlichen Medizinischen Fachgesellschaften koordiniert wurde. Im Jahr 2021 wurde Hoch zur Vorsitzenden der DG-Sucht gewählt.

## Ehrungen und Auszeichnungen
- 2016 Wilhelm Feuerlein Forschungspreis der Oberberg Stiftung Matthias Gottschaldt[10]
- 2010 Forschungspreis der Deutschen Gesellschaft für Verhaltenstherapie
- 2006 Werner-Straub-Preis für außergewöhnliche wissenschaftliche Leistungen der Technischen Universität Dresden
- 2006 Nachwuchspreis der Deutschen Gesellschaft für Suchtforschung und Suchttherapie[11]

## Publikationen (Auswahl)

### Fachartikel (Erstautorin)
- Mapping and mitigating the health risks of legalizing recreational cannabis use: a call for synergy between research and policy in World Psychiatry 19(2), 2020
- Cannabis-basierte Arzneimittel bei psychischen Störungen : Psychiatrie in MMW – Fortschritte der Medizin 2020,162 (Supplement 8)
- How effective and safe is medical cannabis as a treatment of mental disorders? A systematic review in European Archives of Psychiatry and Clinical Neuroscience 269(1), 2019
- Cannabis, Cannabinoide und Cannabiskonsumstörungen in Fortschritte der Neurologie.Psychiatrie 87(12), 2019
- Wirksamkeit und Sicherheit von Cannabisarzneimitteln: Ergebnisse der CaPRis-Studie in Bundesgesundheitsblatt – Gesundheitsforschung – Gesundheitsschutz 62(7), 2019
- Risks associated with the non-medicinal use of cannabis in Deutsches Ärzteblatt International 112(16), 2015
- Digital Interventions for Problematic Cannabis Users in Non-Clinical Settings: Findings from a Systematic Review and Meta-Analysis in European Addiction Research 22(5), 2016
- CANDIS treatment program for cannabis use disorders: findings from a randomized multi-site translational trial in Drug and Alcohol Dependance, Januar 2014
- Methodik der S3-Leitlinien für alkohol- und tabakbezogene Störungen in Der Nervenarzt 87(1), 2016
- Efficacy of a targeted cognitive-behavioral treatment program for cannabis use disorders (CANDIS) in Neuropsychopharmacology 22(4), 2012
- How prevalent is smoking and nicotine dependence in primary care in Germany? In Addiction 99(12), 2004

### Bücher
- mit Petra Zimmermann, Jana Henker, Heike Rohrbacher, René Noack und Gerhard Bühringer: Modulare Therapie von Cannabisstörungen: Das CANDIS-Programm, Hogrefe Verlag 2011, ISBN 978-3-8017-2197-8
- mit Chris Friemel und Miriam Schneider: Cannabis. Potenzial und Risiko. Eine wissenschaftliche Bestandsaufnahme, Springer Medizin Verlag 2019, ISBN 978-3-662-57291-7 online (pdf)